# Nele Würzbach
Louisa Nele Würzbach (* 3. Mai 1994) ist eine deutsche Journalistin und Nachrichtenmoderatorin.

## Werdegang
Nele Würzbach ist die Tochter der Journalistin Alexandra Würzbach und des Journalisten Ralph Große-Bley. Nach dem Abitur 2012 am Internatsgymnasium Schloss Torgelow absolvierte sie mehrere journalistische Praktika, unter anderem bei der Rhein-Zeitung und dem Magazin Rolling Stone, für das sie zahlreiche Artikel verfasste. Sie studierte Politikwissenschaften in Bremen und Berlin. Während des Studiums arbeitete sie ab 2014 als freie Mitarbeiterin bei der Tageszeitung Bild und bei der Boulevardzeitung B.Z. Von 2016 bis 2018 besuchte sie die Axel-Springer-Akademie und volontierte in den Redaktionen von Bild und B.Z. 2017 gewann sie als Mitglied im Team 20 der Axel Springer Akademie den Axel Springer Preis für jungen Journalismus in der Kategorie Visualisierung und den Nannen Preis in der Kategorie Web-Reportage. Im Rahmen des prämierten Projekts sachor.jetzt schilderten Zeitzeugen des Holocaust ihre Erlebnisse als Snapchat-Story, um junge Menschen anzusprechen, die von traditionellen Medien nicht mehr erreicht werden.
Von 2018 bis 2021 war sie als Reporterin und Moderatorin für den Internetsender BILD Live tätig. Dabei berichtete sie u. a. von besonderen politischen Ereignissen wie den Wahlen in den Vereinigten Staaten 2020 und den Ministerpräsidentenkonferenzen zur Lage während der COVID-19-Pandemie. Sie zählte auch zur Hauptbesetzung der Serie Bild. Macht. Deutschland?. Im Juli 2021 wechselte Würzbach in die TV-Redaktion des Nachrichtensenders Welt und moderiert seitdem im Wechsel mit ihren Kolleginnen und Kollegen die laufenden Nachrichten des TV-Senders. Daneben gehört sie auch zur Besetzung des wöchentlich ausgestrahlten Magazins Die Welt am Wochenende.